# 大沼公園インターチェンジ
大沼公園インターチェンジ（おおぬまこうえんインターチェンジ）は、北海道茅部郡森町赤井川にある道央自動車道のインターチェンジ。亀田郡七飯町との境界付近に位置している。
東日本高速道路（NEXCO 東日本）管轄区間の最終ICとなり、ICから1.8 kmほど離れた本線車道上には大沼公園本線料金所が設置されている。なお、大沼公園IC - 七飯IC間は国土交通省北海道開発局の管轄区間（無料区間）として整備する予定である。

## 歴史
- 2006年（平成18年）2月7日：大沼公園IC - 七飯IC間が新直轄方式により整備することが決定[5][6]。
- 2012年（平成24年）11月10日：森IC - 大沼公園IC間が開通[7]。
- 2018年（平成30年）12月：IC番号を「20」から「6」に変更[注 1]。

## 周辺
大沼国定公園に近接している。
- リブマックスリゾート函館 グリーンピア大沼
- 大沼レイクゴルフクラブ
- 北海道カントリークラブ大沼コース
- 函館大沼プリンスホテル
- 大沼
- 小沼
- 蓴菜沼

## 接続する道路
- 直接接続
  - 北海道道149号大沼公園インター線
  - 北海道道843号宿野辺保養基地線

- 間接接続
  - 国道5号
  - 北海道道43号大沼公園鹿部線

## 料金所
- 総ブース数：4

### 入口
- ブース数：2
  - ETC専用：1
  - ETC/一般：1

### 出口
- ブース数：2
  - ETC専用：1
  - ETC/一般：1

## 隣
E5 道央自動車道
七飯IC（事業中） - (6)大沼公園IC/TB - (7)森IC